# Shandong (17)
Pour les articles homonymes, voir Shandong (homonymie).
Le Shandong, connu jusqu’à son admission au service actif comme Type 002, ou Type 001A, est un  porte-avions appartenant à la marine chinoise. Il s’agit du deuxième porte-avions de l’Armée populaire de libération, après le Liaoning, et du premier construit en République populaire de Chine. Sa conception est fondée sur celle du Liaoning, ex-Varyag de la marine soviétique, lancé en 1988 et acheté à l'Ukraine en 2000.

## Doctrine

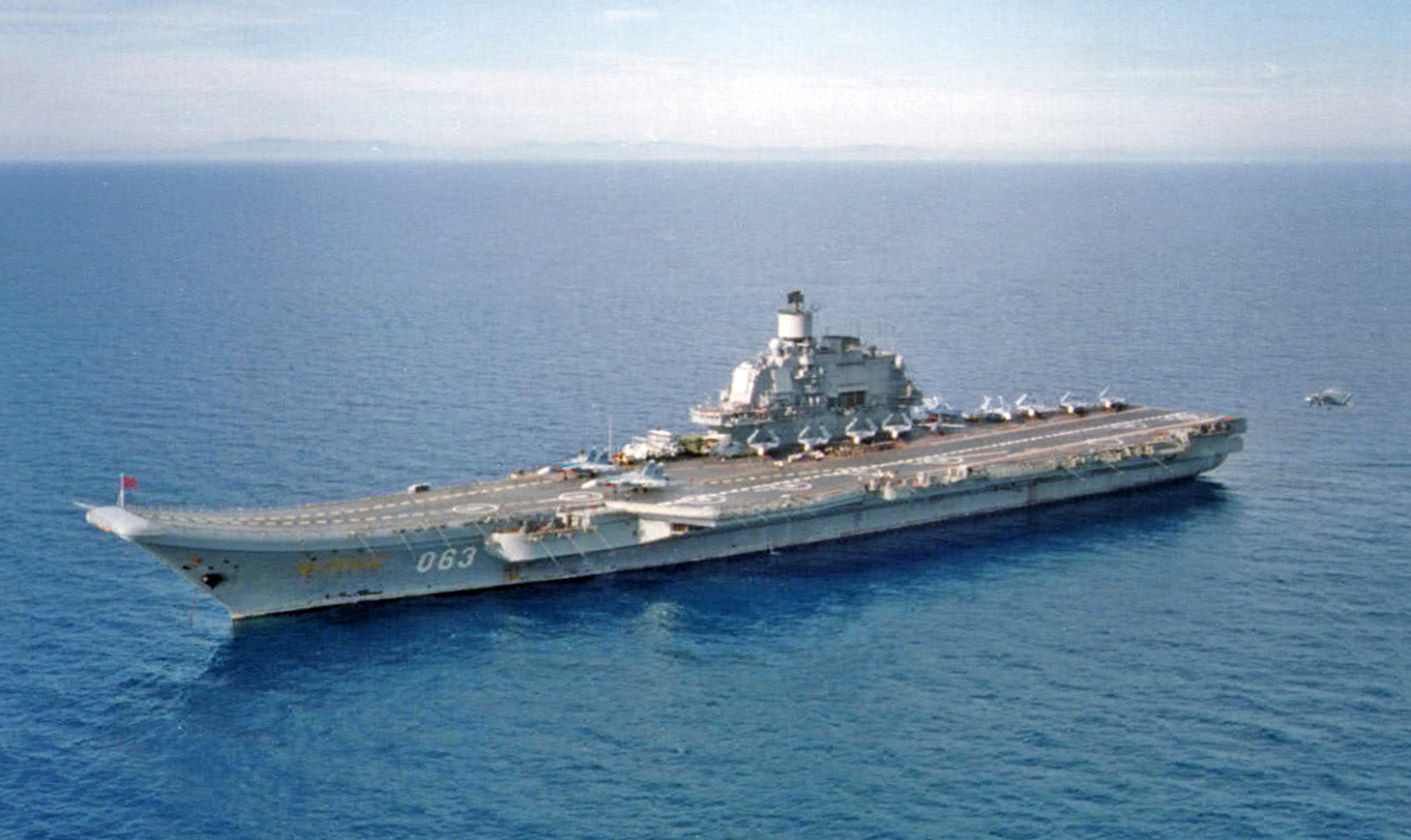
Le porte-avion russe Amiral Kouznetsov, à l’origine du dessin du Shandong.

Le Shandong, le 2019

La République populaire de Chine lance un vaste programme de modernisation de sa force navale dans les années 1990, programme devenu prioritaire dans les dépenses militaires à partir de 2012. C'est dans ce contexte que le Varyag, porte-avions soviétique conçu dans les années 1970 et récupéré par l'Ukraine après la dislocation de l'URSS en 1991, est acquis en 1998, puis rénové dans les chantiers de Dalian jusqu'à sa mise en service sous le nom de Liaoning en 2012. Il sert alors de navire d'entraînement.
Le gouvernement lance ensuite la construction de porte-avions indigènes, le premier étant un STOBAR de configuration similaire au Liaoning, le Type-001. Un CATOBAR, le Type 003,, est ensuite prévu.
Ces porte-avions sont pour la Chine, outre un symbole de puissance, le moyen de défier la domination américaine dans le Pacifique et d'étendre son contrôle sur la mer de Chine méridionale.

## Construction

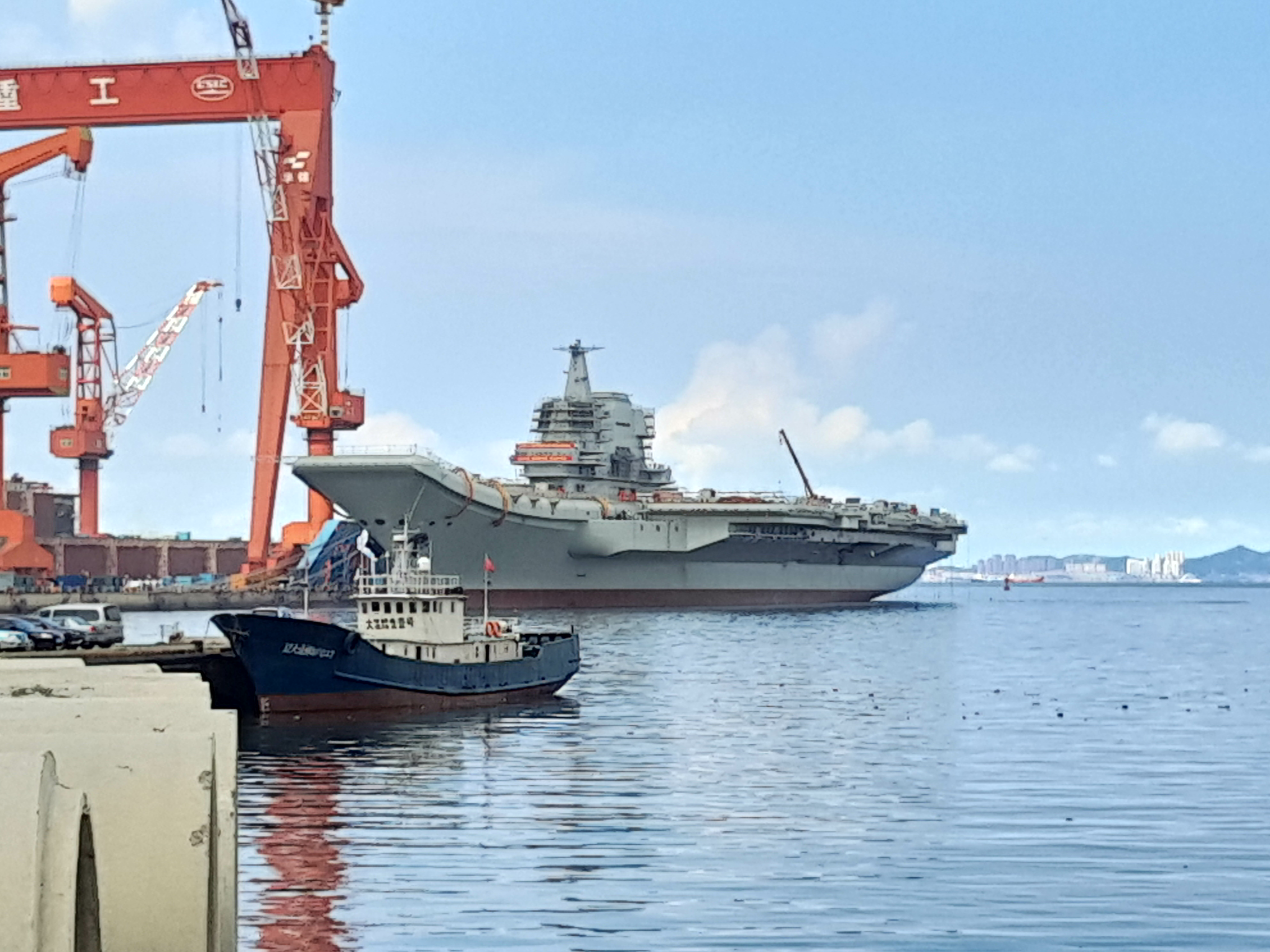
Le Shandong en achèvement à Dalian le 2 avril 2017.

Le Type 002, est mis en chantier dans le plus grand secret en 2013 aux chantiers navals de Dalian, dans la province du Liaoning, en bordure de la mer Jaune. La découpe des tôles a commencé le 28 août de cette année, et la construction des sections en janvier 2014, avant la mise sur cale le 10 mars 2015. En septembre 2016, le navire commence à recevoir son îlot. Celui-ci présente une forme différente de ceux du Liaoning et de l’Amiral Kouznetsov : il est plus compact, d’un dessin furtif, et muni de nouveaux radars à faces planes,.
Bien que presque tous les experts internationaux se doutent que la Chine cherche à se doter d'une force aéronavale moderne depuis plusieurs années, c'est seulement en 2015 que le projet est confirmé, à cause de l'erreur d'un fabricant de câbles qui s'était vanté de fournir le « second porte-avions ». 
Il est lancé en grande cérémonie le 26 avril 2017 en présence entre autres du général Fan Changlong, vice-président de la Commission militaire centrale, 42 mois après la découpe de la première tôle. À cette date, il est achevé à environ 70%, avec l’ensemble des systèmes principaux, comme la propulsion et l’alimentation électrique, déjà en place,.
Les premiers essais en mer démarrent un an plus tard, le 13 mai 2018,. Une deuxième série d'essais est organisée à partir du 27 août 2018. Comme précédemment, ceux-ci sont effectués sans avion à bord.
Il est alors annoncé dans les médias que le navire pourrait s'appeler Shandong, du nom de la province éponyme. Toutefois, lors de ses essais en mai 2018, il n’a pas encore reçu de nom ou de numéro de coque officiel.
Lors des cinquième essais en mer, le 27 février 2019, c'est la première fois que deux porte-avions chinois sont à la mer en même temps.
En novembre 2019, il n'est pas encore en service actif, mais emprunte le détroit de Taïwan, ce qui est vu par la République de Chine comme une tentative d’intimidation.
Le porte-avions est finalement admis au service actif le 17 décembre 2019 à sa base de Yulin, sur l’île de Hainan, au cours d’une cérémonie qui voit le président de la république populaire de Chine, Xi Jinping, remettre le drapeau de la marine chinoise et le certificat de baptême du navire, portant le nom de Shandong, au commandant et au commissaire politique du navire.

## Caractéristiques
Comme le Liaoning et l’Amiral Kouznetsov, auxquels il est très similaire, le Type 002, est un porte-avions de type STOBAR : il n’est pas équipé de catapulte, mais son pont d'envol se termine par un tremplin incliné à 14 degrés pour le décollage des avions. Il est cependant plus long (315 mètres contre 304,5), plus large (75 mètres contre 71) que ses deux cousins et dispose d'un îlot plus haut mais d'une emprise au sol (ou "au pont") réduite de 10 %.
Le déplacement (à pleine charge) du bâtiment est de 70 000 tonnes, se situant entre celui du Charles de Gaulle français (42 500 tonnes) et celui de l'USS Gerald R. Ford américain (100 000 tonnes), ce qui le classe dans la catégorie des gros porte-avions (60 000 tonnes - 80 000 tonnes).
La propulsion est assurée par huit chaudières alimentant quatre groupes de turbines à vapeur, qui actionnent les quatre lignes d’arbres, pour une puissance de 200 000 CV. Ces machines sont copiées sur les turbines soviétiques TB-12 équipant le Liaoning.
Le Type 002, est prévu pour accueillir des avions de chasse Shenyang J-15, des hélicoptères Changhe Z-18 et Harbin Z-9 .